# Tempestade multicelular
Uma tempestade multicelular agrupada é uma tempestade que é composto de várias células, cada uma em um estágio diferente no ciclo de vida de uma tempestade. Ele aparece como várias cumulonimbus incus agrupadas. Uma célula é um updraft/downdraft. Estas células diferentes irá dissipar-se como nova forma de células e continuar a vida do grupo de temporais multicelular com cada célula tomar uma vez que a célula domina no grupo.

## Descrição

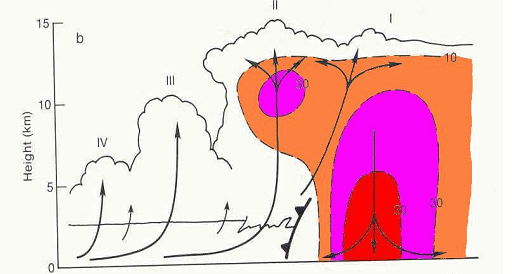
Ciclo de vida de um multi-celular tempestade que se pode comparar com a foto no topo do artigo.

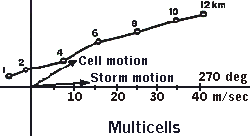
Típica tempestade multicelular em hodógrafo.

A formação de tempestades multicelulares implica que a corrente ascendente na tempestade mãe é o deslocamento do seu downdraft. As células novas geralmente formam parte do vento (geralmente ocidental ou sudoeste) da tempestade onde o downdraft das células maduras atende o vento ambiental, levantando o pacote de ar e desencadeando nova convecção. As células maduras estão, portanto, geralmente no centro da tempestade, e as células que se dissipam geralmente estão na parte de baixo da tempestade de vento (normalmente do leste ou do nordeste)..

### Características
A tempestade multicelular agrupada pode durar horas, enquanto cada célula individual só deve durar cerca de 20 a 60 minutos. Essas tempestades às vezes podem ser severas e às vezes têm caminhos estranhos devido à trovoada e às vezes não seguem o o caminho das células que a compõem. O hodógrafo típico, o gráfico do vento versus a altitude, associado a ele, mostra um corte linear do vento com altitude. O corte vertical moderado do vento leva ao desenvolvimento de uma convergência de superfície não simétrica associada à saída da tempestade, com a convergência mais forte ocorrendo em no lado direito do movimento da tempestade. Assim, enquanto que as células individuais se move ao longo do vento lateral enquanto que a linha se move a 30° da mesma, e 70% da velocidade do vento na camada média da atmosfera.
O índice Convectivo disponível a energia potencial (CAPE) é de moderada a grande, geralmente entre 800 e 1.500 J/kg. O radar estrutura deste tipo de tempestade e é caracterizada por balanços de refletividade na parte sudoeste do grupo.

## Ameaças
Qualquer severa atividade em uma dessas tempestades provavelmente irá vir do dominante célula perto ou após o seu pico de corrente ascendente de força. Isto porque poderia haver granizo a partir de uma forte corrente ascendente que dura apenas um curto período de tempo, trazendo ventos.
A chuva é um importante impacto de tais sistemas. A velocidade e a direção na qual o grupo inteiro de tempestades mover a jusante fazer a diferença na quantidade de chuva, que é recebido em um só local. Células individuais podem mover a jusante, mas outras células, formando a barlavento do grupo e pode mover-se diretamente sobre o caminho a célula anterior, formando a formação ecos.
Uma tempestade multicelular, às vezes, pode se desenvolver em um Sistema Convenctivo de Mesoescala (MCS) ou uma Linha de instabilidade. As atualizações reformulam novas células continuamente na vanguarda do sistema com chuva e granizo seguindo atrás. As correntes ascendentes de tempestades individuais e declive ao longo da linha podem se tornar fortes, produzindo granizo e forte saída de ventos de linha reta à frente do sistema. Os furacões só são ocasionalmente relatados.  Em certas condições, a linha de distorção pode se estender em uma linha muito longa, movendo-se extremamente rapidamente e se tornando um direito.